# Hyllus heliophaninus
Hyllus heliophaninus är en spindelart som beskrevs av Władysław Taczanowski 1878. Hyllus heliophaninus ingår i släktet Hyllus och familjen hoppspindlar. Inga underarter finns listade i Catalogue of Life.